# Vojno letalstvo Združenih držav Amerike
Vojno letalstvo Združenih držav Amerike (angleško United States Air Force; kratica USAF) je letalska veja oboroženih sil ZDA in hkrati tudi med najmlajšimi, saj je bila kot samostojna veja ustanovljena 18. septembra 1947.

## Flota
| Zrakoplov                            | Slika                   | Izvor                   | Namen                                | Verzija                    | Število                 | Opombe                                                   |
| Letala s fiksnimi krili              | Letala s fiksnimi krili | Letala s fiksnimi krili | Letala s fiksnimi krili              | Letala s fiksnimi krili    | Letala s fiksnimi krili | Letala s fiksnimi krili                                  |
| ------------------------------------ | ----------------------- | ----------------------- | ------------------------------------ | -------------------------- | ----------------------- | -------------------------------------------------------- |
| A-10 Thunderbolt II                  |                         | ZDA                     | Jurišno letalo                       | A-10C                      | 343                     | Planirana uporaba do 2028, zamenjal ga bo F-35A          |
| AC-130 Spectre                       |                         | ZDA                     | Leteča topnjača                      | AC-130HAC-130UAC-130W      | 81712                   | 16 AC130J bo zamenjalo AC-130H.                          |
| B-1 Lancer                           |                         | ZDA                     | Strateški bombnik                    | B-1B                       | 66                      | Edini nadzvočni strateški bombnik v USAF                 |
| B-2 Spirit                           |                         | ZDA                     | Strateški bombnik                    | B-2A                       | 20                      | 1 v Kaliforniji, 19 v Whiteman Air Force Base v Missouri |
| B-52 Stratofortress                  |                         | ZDA                     | Strateški bombnik                    | B-52H                      | 76                      | Možna uporaba do 2045.                                   |
| C-5 Galaxy                           |                         | ZDA                     | Transportno letalo                   | C-5AC-5BC-5CC-5M           | 2334212                 | Nekaj letal bo modernizirano v C-5M Supergalaxy.         |
| C-12 Huron                           |                         | ZDA                     | Transportno letalo/Izvidniško letalo | C-12CC-12DC-12FC-12JMC-12W | 1662441                 |                                                          |
| C-17 Globemaster III                 |                         | ZDA                     | Transportno letalo                   | C-17A                      | 223                     | Zadnji C-17 so dostavili                                 |
| Gulfstream C-20                      |                         | ZDA                     | Reaktivno Poslovno letalo/VIP        | C-20BC-20H                 | 52                      |                                                          |
| Learjet C-21                         |                         | ZDA                     | Reaktivno Poslovno letalo/VIP        | C-21A                      | 47                      |                                                          |
| C-26 Metroliner                      |                         | ZDA                     | Transportno letalo                   | C-26B RC-26                | 11                      |                                                          |
| C-27J Spartan                        |                         | ZDA, Italija            | Transportno letalo                   | C-27J                      | 13                      |                                                          |
| Boeing C-32                          |                         | ZDA                     | Potniško letalo                      | C-32AC-32B                 | 62                      |                                                          |
| Gulfstream C-37                      |                         | ZDA                     | Poslovno letalo/VIP                  | C-37AC-37B                 | 92                      |                                                          |
| Gulfstream C-38                      |                         | ZDA                     | Poslovno letalo/VIP                  | C-38A                      | 2                       |                                                          |
| C-40 Clipper                         |                         | ZDA                     | Potniško letalo                      | C-40BC-40C                 | 47                      |                                                          |
| C-130 Hercules                       |                         | ZDA                     | Transportno letalo                   | C-130EC-130H               | 13265                   |                                                          |
| C-130J Super Hercules                |                         | ZDA                     | Transportno letalo                   | C-130JC-130J-30            | 1079                    | 129 planiranih                                           |
| C-144                                |                         | Španija                 | Transportno letalo                   | CN-235-100M                | 2                       | 427th SOS                                                |
| PZL C-145 Skytruck                   |                         | Poljska                 | Transportno letalo                   | M28                        | 10                      | 6th SOS                                                  |
| C-146A Wolfhound                     |                         | Nemčija                 | Transportno letalo                   | C-146A                     | 14                      | 524th SOS                                                |
| E-3 Sentry                           |                         | ZDA                     | AEW&C                                | E-3BE-3C                   | 2210                    | One E-3B For Testing                                     |
| Boeing E-4                           |                         | ZDA                     | Komandni center                      | E-4B                       | 4                       |                                                          |
| E-8 Joint STARS                      |                         | ZDA                     | Komandni center                      | E-8C                       | 16                      | One E-8C For Testing                                     |
| E-9A Widget                          |                         | ZDA,Kanada              |                                      | E-9A                       | 2                       |                                                          |
| Northrop Grumman E-11A               |                         | ZDA,Kanada              |                                      | E-11A                      | 4                       |                                                          |
| EC-130H Compass Call                 |                         | ZDA                     | Elektronsko bojevanje                | EC-130H                    | 14                      |                                                          |
| EC-130J Commando Solo III            |                         | ZDA                     | Elektronsko bojevanje                | EC-130JEC-130SJ            | 34                      |                                                          |
| F-15 Eagle                           |                         | ZDA                     | Lovsko letalo                        | F-15CF-15D                 | 22232                   | V uporabi najverjetneje do 2025, zamenjal ga bo F-22A.   |
| F-15E Strike Eagle                   |                         | ZDA                     | Lovsko letalo                        | F-15E                      | 219                     | V uporabi najverjetneje do 2025, zamenjal ga bo F-35A.   |
| F-16 Fighting Falcon                 |                         | ZDA                     | Lovsko letalo                        | F-16C/D                    | 827                     | Zamenjal ga bo F-35A.                                    |
| F-22 Raptor                          |                         | ZDA                     | Lovsko letalo                        | F-22A                      | 178                     |                                                          |
| F-35 Lightning II                    |                         | ZDA                     | Lovsko letalo                        | F-35A                      | 14                      | Planiranih 1763                                          |
| HC-130 Combat King/Combat King II    |                         | ZDA                     | Letalo za Iskanje in reševanje       | HC-130NHC-130PHC-130J      | 10232                   | 37 HC-130J planirano                                     |
| KC-10 Extender                       |                         | ZDA                     | Leteči tanker                        | KC-10A                     | 59                      | Možnost uporabe do 2043                                  |
| KC-135 Stratotanker                  |                         | ZDA                     | Leteči tanker                        | KC-135RKC-135T             | 36354                   | Zamenjal ga bo KC-46                                     |
| LC-130 Hercules                      |                         | ZDA                     | Transportno letalo                   | LC-130H                    | 10                      |                                                          |
| MC-130 Combat Talon II/Combat Shadow |                         | ZDA                     | Večnamensko letalo                   | MC-130HMC-130PMC-130J      | 20 274                  | 37 MC-130J planned                                       |
| OC-135 Open Skies                    |                         | ZDA                     | Izvidniško letalo                    | OC-135B                    | 3                       |                                                          |
| Boeing RC-135                        |                         | ZDA                     | Izvidniško letalo                    | RC-135SRC-135URC-135V/W    | 3217                    |                                                          |
| T-1 Jayhawk                          |                         | ZDA                     | Trenažerno letalo                    | T-1A                       | 178                     | 180, dva uničena                                         |
| T-6 Texan II                         |                         | ZDA                     | Trenažerno letalo                    | T-6A                       | 446                     |                                                          |
| T-38 Talon                           |                         | ZDA                     | Trenažerno letalo                    | T-38A(A)T-38BT-38C         | 546448                  |                                                          |
| T-41 Mescalero                       |                         | ZDA                     | Trenažerno letalo                    | T-41C                      | 4                       |                                                          |
| Cessna T-51                          |                         | ZDA                     | Trenažerno letalo                    | T-51A                      | 3                       |                                                          |
| Diamond T-52                         |                         | Avstrija                | Trenažerno letalo                    | T-52A                      | 20                      |                                                          |
| Cirrus T-53                          |                         | ZDA                     | Trenažerno letalo                    | T-53A                      | 3                       |                                                          |
| U-2 Dragon Lady                      |                         | ZDA                     | Izvidniško letalo                    | U-2STU-2S                  | 265                     |                                                          |
| Pilatus U-28                         |                         | Švica                   | Večnamensko letalo                   | U-28A                      | 19                      |                                                          |
| Boeing VC-25                         |                         | ZDA                     | Air Force One                        | VC-25A                     | 2                       | Uporablja se kot predsedniško letalo                     |
| WC-130 Hercules                      |                         | ZDA                     | Vremensko letalo                     | WC-130J                    | 10                      |                                                          |
| WC-135 Constant Phoenix              |                         | ZDA                     | Vremensko letalo                     | WC-135                     | 2                       |                                                          |
| Helikopterji                         |                         |                         |                                      |                            |                         |                                                          |
| HH-60 Pave Hawk                      |                         | ZDA                     | Helikopter za iskanje in reševanje   | HH-60GHH-60U               | 994                     |                                                          |
| UH-1N Twin Huey                      |                         | ZDA                     | Večnamenski helikopter               | UH-1N                      | 62                      |                                                          |
| UH-1 Iroquois                        |                         | ZDA                     | Večnamenski helikopter               | UH-1H                      | 3                       |                                                          |
| TH-1 Iroquois                        |                         | ZDA                     | Trenažerni helikopter                | TH-1H                      | 27                      |                                                          |
| STOL in VTOL                         |                         |                         |                                      |                            |                         |                                                          |
| de Havilland Canada UV-18            |                         | ZDA                     | STOL letalo                          | UV-18B                     | 3                       |                                                          |
| CV-22 Osprey                         |                         | ZDA                     | Tiltrotor                            | CV-22B                     | 17                      | 50 planned                                               |
| Tuja letala                          |                         |                         |                                      |                            |                         |                                                          |
| Mil Mi-8                             |                         | Sovjetska zveza         | Večnamenski helikopter               | Mi-8VT                     | 6                       | Evaluations                                              |
| Mikojan-Gurevič MiG-29               |                         | Sovjetska zveza         | Lovsko letalo                        | MiG-29UB                   | 3                       |                                                          |
| Suhoj Su-27                          |                         | Sovjetska zveza         | Lovsko letalo                        | Su-27UB                    | 2                       | Uporablja se za treniranje z "agresorjem"                |